# Lorenzo Quaglietti
Lorenzo Quaglietti (Ovada, 8 gennaio 1922 – Roma, 11 ottobre 1989) è stato un critico cinematografico e saggista italiano.

## Biografia
Iniziò a collaborare con la rivista Cinema prima della guerra. In seguito entrò dapprima a L'Unità e poi diventò redattore capo di L'Eco del Cinema e dello Spettacolo negli anni '50. Insieme a Tommaso Chiaretti e Mino Argentieri fondò nel 1960 la rivista Cinemasessanta. Sistemò organicamente gli scritti di Umberto Barbaro e collaborò con il Filmlexicon degli autori e delle opere e con l'Enciclopedia Italiana. Negli anni '80 fu docente di storia del cinema italiano al Centro Sperimentale di Cinematografia.
Morì a Roma nel 1989 all'età di 67 anni dopo una lunga malattia. Il suo ultimo saggio sul cinema venne pubblicato due anni più tardi.

## Saggi
- Il film e il risarcimento marxista nell'arte
- Servitù e grandezza nel cinema
- Dai telefoni bianchi al neorealismo, Laterza, con Massimo Mida
- Storia economico politica del cinema italiano dal 1945 al 1980, Editori Riuniti (1980)
- Ecco i nostri: l'invasione del cinema americano in Italia, Edizioni Rai Eri, Biblioteca di Bianco e Nero (1991, postumo)

| Controllo di autorità | VIAF (EN) 16081231 · ISNI (EN) 0000 0000 6712 4906 · SBN BVEV012333 · LCCN (EN) n80148460 · GND (DE) 172619327 |